# Çanakkale Çayı
Cet article concerne la rivière Sarıçay arrosant la ville de Çanakkale. Pour la rivière Sarıçay dans la province de Muğla, voir Sarıçay.

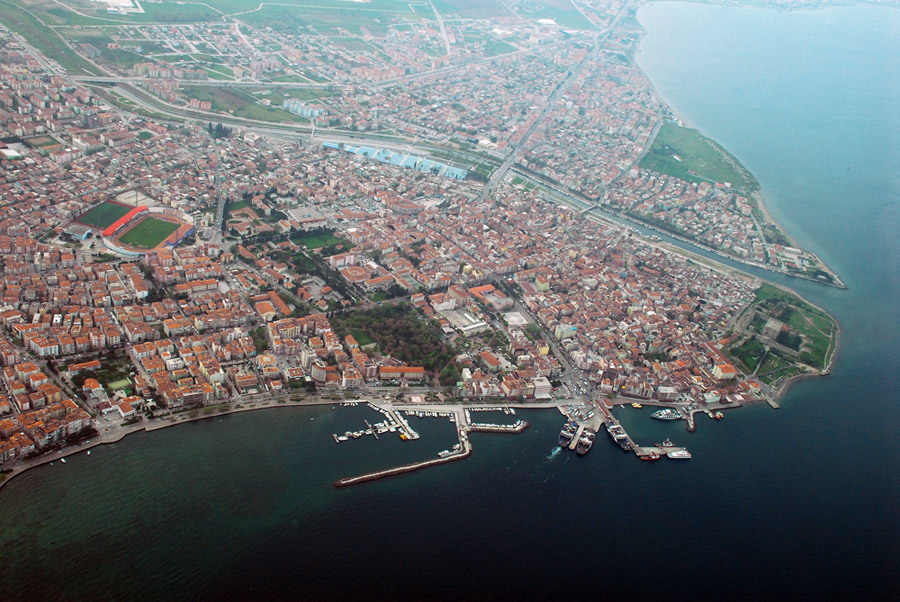
Vue aérienne de Çanakkale montrant l'embouchure de la Çanakkale Çayı.

La rivière de Çanakkale (Çanakkale Çayı) est une rivière débouchant dans le détroit des Dardanelles dans la ville de Çanakkale. Elle est aussi appelée Sarıçay (en turc : rivière jaune). Elle est coupée par le barrage d'Atikhisar. Ses alluvions forment la plaine de Çanakkale qui s'avance dans le détroit et en rétrécissent la largeur, alors que dans l'Antiquité le point le plus étroit se trouvait entre les sites de Sestos et d'Abydos, 7 km plus au nord.